# 鄭陞
鄭陞（？—？），字台擢，號龍幽，福建泉州府同安县軍籍，福州府長樂縣人，明朝政治人物。

## 生平
原名鄭階陛。万历十六年（1588年）中式戊子科福建乡试舉人，改名鄭陞。萬曆三十二年（1604年）登甲辰科进士，兵部觀政，初授归善知县，三十七年除番禺知县，四十一年考察，補恩县知县，四十二年调枣强县，四十三年升刑部主事，四十六年升员外，四十七年升郎中，本年升廣西平樂府知府，天启二年（1622年）升两淮运使，三年京察免官。